# Mizuno Kenjirō
Mizuno Kenjirō (jap. 水野 健次郎; * ca. 1914; † 15. April 1999) war ein japanischer Unternehmer. Er war langjähriger Präsident des Sportartikelherstellers Mizuno.
Mizuno setzte sich nachhaltig für die Förderung der olympischen Bewegung ein. Seine Firma war seit den Olympischen Sommerspielen 1964 Sponsor. Für seine Verdienste wurde er 1984 mit dem Olympischen Orden in Silber ausgezeichnet.